# 天野良春
天野 良春（あまの よしはる、1947年10月30日 - ）は、元東海ラジオ放送アナウンサーで、現在はフリーアナウンサー。

## 来歴・人物
三重県四日市市出身、中央大学卒。身長165cm、血液型A型。1970年4月、東海ラジオに入社。
かつては東海ラジオを代表するアナウンサーであり、パーソナリティとしては、兵藤ゆきとのコンビで「ナゴヤフォークタウン」、末広真季子との「真季子とともに」などのヒット番組を持ち、メインパーソナリティを務めた番組のほか、前述の2番組など、アシスタントとして関わった番組も多い。特にタクマと共演する機会が多く、二人のコンビは「あまタク（天タク、アマタク）」と呼ばれ、親しまれている（後述）。
キャッチフレーズは「浴びせ倒しの街頭アナウンサー」。
2007年10月をもって東海ラジオを定年退職した後は、フリーランスとして引き続き東海ラジオの番組を中心に出演している。

## 出演番組

### 現在
- 煌めきの☆歌唱風月（三重テレビ放送）

現在、レギュラー出演の番組は特にないが、東海ラジオ毎偶数時の時報CM、中部飼料（「ごまたまご」）のナレーションを長らく担当している。

### 過去
- ナゴヤフォークタウン 1976年11月 - 1996年10月[1]
- あなたの土曜日 真季子とともに 1974年10月 - 1993年9月[1]
- わいわいウィズユー 1979年4月 - ?[1]
- 朝のなつメロ
- 天野良春のスーパースクランブル 1991年4月 - 1994年10月
- 天野良春の朝からごきげん 1994年10月 - 1999年10月
- 土曜はごきげん天野良春ショー 1999年10月 - 2003年4月
- 天野良春のラジオクルージング 2004年4月 - 2007年3月
- 美味時間 2007年4月 - 9月 水曜担当
- アマタクの振り逃げジョッキー 2007年4月 - 2007年9月頃
- ミッドナイト東海21 2007年10月 - 2012年9月
  - 2010年3月までは、水・金曜担当、2010年4月からは、水曜担当
- 天野良春"リアル" 2007年4月 - 2014年9月
  - 当初は同枠内で「谷川明美の花鳥風月」が2007年4月から放送される予定だったが、谷川が体調不良を理由に降板した（3か月後の7月に谷川が死去）ため、その代替番組として放送開始。
- アマタクの歌謡曲でドーダ 2008年4月 - 2009年9月
- アマタク懐かしの歌声喫茶 2010年10月 - 2012年9月
  - 以前放送されていたアマタクの歌謡曲でドーダの復活版。「商売繁盛!てんてこまい!」の日曜版に置き換えられる形で放送終了。
- 花の歌謡まつり ? - 2013年3月
  - 尾張温泉東海センター[5]で収録されていた歌謡ショー形式の公開収録番組（毎週木曜日収録）。最末期の司会進行を務めていた。
- 天野良春 パラダイスキング 2014年10月 - 2016年3月
  - 前述「"リアル"」の後継番組。
- 天野良春の朝のなつメロ - 2015年4月 - 2016年3月
  - 前述の「朝のなつメロ」の復刻版。
- タクマのHAPPY TIMES!!（月-金曜、2017年3月までは月-木曜）
- あさいち元気
- あまタク商売繁盛!てんてこまい!（2011年10月-2019年3月）

## タクマとの関係
- タクマとの付き合いは30年近くになり[6]、タクマが大須演芸場で下積み芸人だったころからの親友関係にある。タクマの場合は、同じく東海ラジオの元アナウンサーであった、妻の古橋（旧姓）みゆき（美幸）よりも天野のほうが付き合いが長いとのこと[7]。タクマは、天野が亡くなった時には「葬儀委員長」を務める約束があると、自身の番組内でたびたび明言している。
- 天野が当時、タクマの住んでいたアパートに遊びに行った際、天野が「こんばんは、森進一です」「こんばんは、玉大きい宏（玉置宏）です」とモノマネをしながらドアをノックするものの、返事がなくしょんぼりと帰っていったという。実は天野がノックしていたのはタクマの部屋の隣の部屋で、当時タクマは入浴中で気づかなかったという。
- 天野とタクマが一緒にした初めての仕事は、ユニーの店舗を毎週巡るという内容の番組だった。しかしタクマが病院に出かけたことから、第1回目の放送に出演できなかったとのこと[8]である。
- 前述の通り、タクマとの共演機会は多く、二人を「あまタク（天タク、アマタク）」コンビと呼ばれ、担当するタイトルにも使用されることが多い。また、過去に担当していた番組「土曜はごきげん天野良春ショー」内で行われていた2人が主体の1コーナー「天野・タクマの危険な関係」から、今でも「危険な関係」と称されることもあるほか、「黄金コンビ」と呼ばれる。
- ワイド番組時代の「かにタク言ったもん勝ち」では、蟹江篤子が休んだ際の代理を務めることが多く[9]、その際にはジングルも「あまタク〜」に変更されていた。
- かつて放送されていた「天タクの歌謡曲でドーダ」および「振り逃げジョッキー」のスポンサー・中駒産業のテレビCMに、タクマとともに出演していた。
- 2016年春改編で「タクマのHAPPY TIMES!!」が放送を開始したことにより、東海ラジオでは一週間で土曜以外のすべての曜日で共演する番組が放送されている（ただし、「あまタク商売繁盛!てんてこまい!」は収録放送である）。
- 毎年末にリスナー向けに「天野・タクマの忘年会ツアー」と題して、1泊2日程度の旅行を実施している。内容は観光と夜のパーティーなどとなっている。
  - タクマによれば、「忘年会」として定着する以前は「新年会ツアー」であったとのこと[6]である。
- 番組以外でも、タクマの主催するマジックショーなどのイベントに出演する機会も多い。タクマとマジックやコントでコンビを組む際には「謎の中国人 金満福夫婦」に仮装したり（ちなみに、タクマが「金 満福」で、天野がウィッグを付けて女装した「金 満子（きん みつこ）」で登場する）[10][11]、2016年7月にタクマが22年ぶりに大須演芸場で行った独演会では「ズッコンタクマ・バッコン天野」と名乗るコンビで漫才を披露している[12]。

## エピソード
- 前髪の一部分を緑色に染めている。
- バンド・チューリップの財津和夫に顔がよく似ているといわれる。
- 歌うのが下手らしい。なお担当する番組内で、天野が歌う曲名を当てるというコーナーが何度か組まれている。
  - 「天野良春のラジオクルージング」では、当時番組に内包されていた箱番組「川中美幸 人・うた・心」をもじり、「天野良春 下手・うた・心」というクイズコーナーがあった。
  - 「タクマのHAPPY TIMES!!」では、聴取率調査週間（「聴いて元気週間」）に「ハッピー鼻歌クイズ」というコーナーが設けられた。天野がヘッドホンで聞きながら鼻歌で歌う曲の曲名を当ててもらうものであったが、天野が米米CLUBの「浪漫飛行」を鼻歌で歌った回では、正解者が一人もいないという事態が発生している。
- 他のアナウンサーの情報によると、東海ラジオアナウンサー時代に年末の社内での大掃除が行われると、決まって割烹着姿で掃除をしていたらしい。
- かつて、局アナ時代に短パン（いわゆるバミューダやハーフパンツの類ではなく、テニス選手が着用する丈の短い短パンとのこと）や金髪姿で出社し、上司から滅茶苦茶叱責を喰らったとの事である[13]。
- 2018年3月、階段で転倒して後頭部を強打し、頭蓋骨骨折と脳挫傷[14]で一時意識不明の状態で病院に搬送され、約1か月間の休業を余儀なくされた。このアクシデントにより予定していたタクマの芸能生活40周年記念ライブの出演はキャンセルとなり、レギュラー出演している「あまタク商売繁盛!てんてこまい!」についても4週にわたって欠席。その間はタクマの妻であるみゆきが代役（「パート」）を務めた。なお、5月5日の放送分より復帰している。